# قائمة سدود اليمن

إعادة تصميم لما كان عليه سد مأرب القديم من تصميم جامعة كالغيري والمؤسسة الأمريكية لدراسة الإنسان

هذه قائمة السدود والصهاريج في اليمن، حيث بدأ الري في مأرب منذ الألف الثالث ق.م،  بينما يعود ممارسة الري في وادي مرخة إلى الألف الرابع ق.م. أما في حضرموت فقد مارس السكان الري البدائي خلال عصر البرونز، وقد ترتب على ذلك ظهور الجماعات الزراعية الحقيقية في أعالي الأودية. كما دلت المكتشفات الأثرية في منطقة لحج على استخدام الري خلال الألف الثاني ق.م.

## سدود قديمة
بلغ عدد السدود السبئية قرابة ثمانين سداً صغيراً،  ويطلق على السد لفظة «عرمن» (العرم) في كل اللهجات الصيهدية،  وقام السبئيون ببناء الصهاريج لحفظ المياه، وتزويدها بمجاري تحت الأرض تصل لعدة كيلومترات لإيصال المياه للمساكن والمزارع، ولا زالت الصهاريج تستخدم في أرياف اليمن وبنفس الطريقة القديمة.
ومن أهم السدود التي أقيمت قديماً: «سد مأرب العظيم»، الذي وصف بأنه «أعظم عمل هندسي في الجزيرة العربية كلها»، و«سد قصعان وربوان» (سد قتاب) و«سد شحران وطمحان»، و«سد عباد» و«سد لحج» (سد عرايس أو عراس) و«سد ساجر»، و«سد ذي شهال» و«سد ذي رعين» و«سد نقاطة» و«سد نضار وهران» و«سد الشعباني» و«سد المليكي» و«سد النواسي»، و«سد المهباد» و«سد الخانق» في «صعدة»، و«سد مظهرة» في «الحنفرين» من «رحبان»، و«سد ريعان»، و«سد سيان» و«سد شبام» على مقربة من «صنعاء»، وكذا «سد دعان»، وأيضاً «سد جفينة» في «مأرب».
| اسم السد       | الموقع | الحوض         | تاريخ البناء                 |
| -------------- | ------ | ------------- | ---------------------------- |
| مأرب           | مأرب   | حوض بحر العرب | القرن الثامن قبل الميلاد     |
| الخانق         | صعدة   | حوض صنعاء     | القرن الخامس الميلادي        |
| شاحك           | صنعاء  | حوض صنعاء     |                              |
| أضرعة          | ذمار   | حوض ذمار      | القرن الثامن قبل الميلاد     |
| مرخة           | شبوة   | حوض بحر العرب |                              |
| صهاريج الطويلة | عدن    | حوض بحر العرب | القرن الخامس عشر قبل الميلاد |

## سدود حديثة
| اسم السد    | الموقع  | الحوض          | سنة التشغيل/ الانتهاء | الإرتفاع (متر) | السعة (مليون متر مكعب) |
| ----------- | ------- | -------------- | --------------------- | -------------- | ---------------------- |
| سمنان       | صنعاء   | حوض صنعاء      | 1985                  | 16             | 0,6                    |
| مأرب الجديد | مأرب    | حوض بحر العرب  | 1987                  | 40             | 400                    |
| بيت مجحز    | صنعاء   | حوض صنعاء      | 1993                  | 22             | 1,02                   |
| العامرة     | تعز     | حوض سهام       | 1996                  | 25             | 0,785                  |
| العريشة     | صنعاء   | حوض صنعاء      | 1997                  | 13             | 0,5                    |
| بيت الخردل  | صنعاء   | حوض صنعاء      | 1999                  | 20,5           | 2                      |
| غيمان       | صنعاء   | حوض صنعاء      | 2001                  | 15             | 0,73                   |
| الجرجور     | صنعاء   | حوض صنعاء      | 2001                  | 16             | 1                      |
| موجف        | المحويت | حوض وادي سردود | 2002                  | 18             | 0,5                    |
| الهيثم      | صنعاء   | حوض صنعاء      | 2002                  | 17,2           | 0,54                   |
| كمران       | صنعاء   | حوض صنعاء      | 2004                  | 20             | 0.7                    |
| بني مطر     | صنعاء   | حوض صنعاء      |                       | 20             | 0.187                  |